# Pozba
Pozba (ungarisch Pozba) ist eine Gemeinde im Westen der Slowakei mit 446 Einwohnern (Stand 31. Dezember 2024), die zum Okres Nové Zámky, einem Kreis des Nitriansky kraj, gehört.

## Geographie

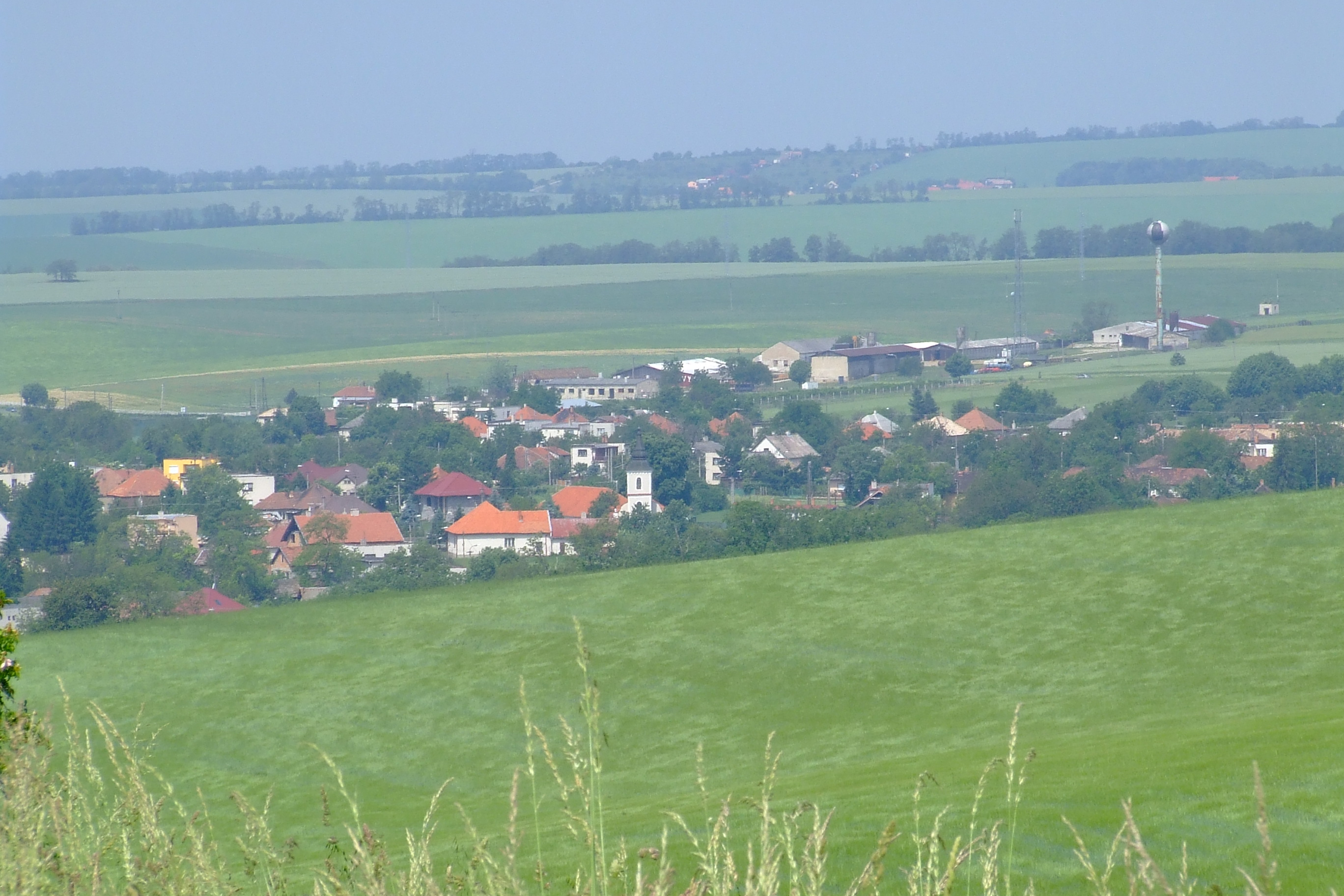
Blick auf Pozba

Die Gemeinde befindet sich im Hügelland Hronská pahorkatina innerhalb des slowakischen Donautieflands, im Tal des Baches Bešiansky potok im Einzugsgebiet der Žitava. Das Ortszentrum liegt auf einer Höhe von 156 m n.m. und ist 24 Kilometer von Levice sowie 31 Kilometer von Nové Zámky entfernt.
Nachbargemeinden sind Trávnica im Westen und Norden, Bardoňovo im Nordosten und Osten, Dedinka und Veľké Lovce im Süden und Podhájska im Südwesten.

## Geschichte

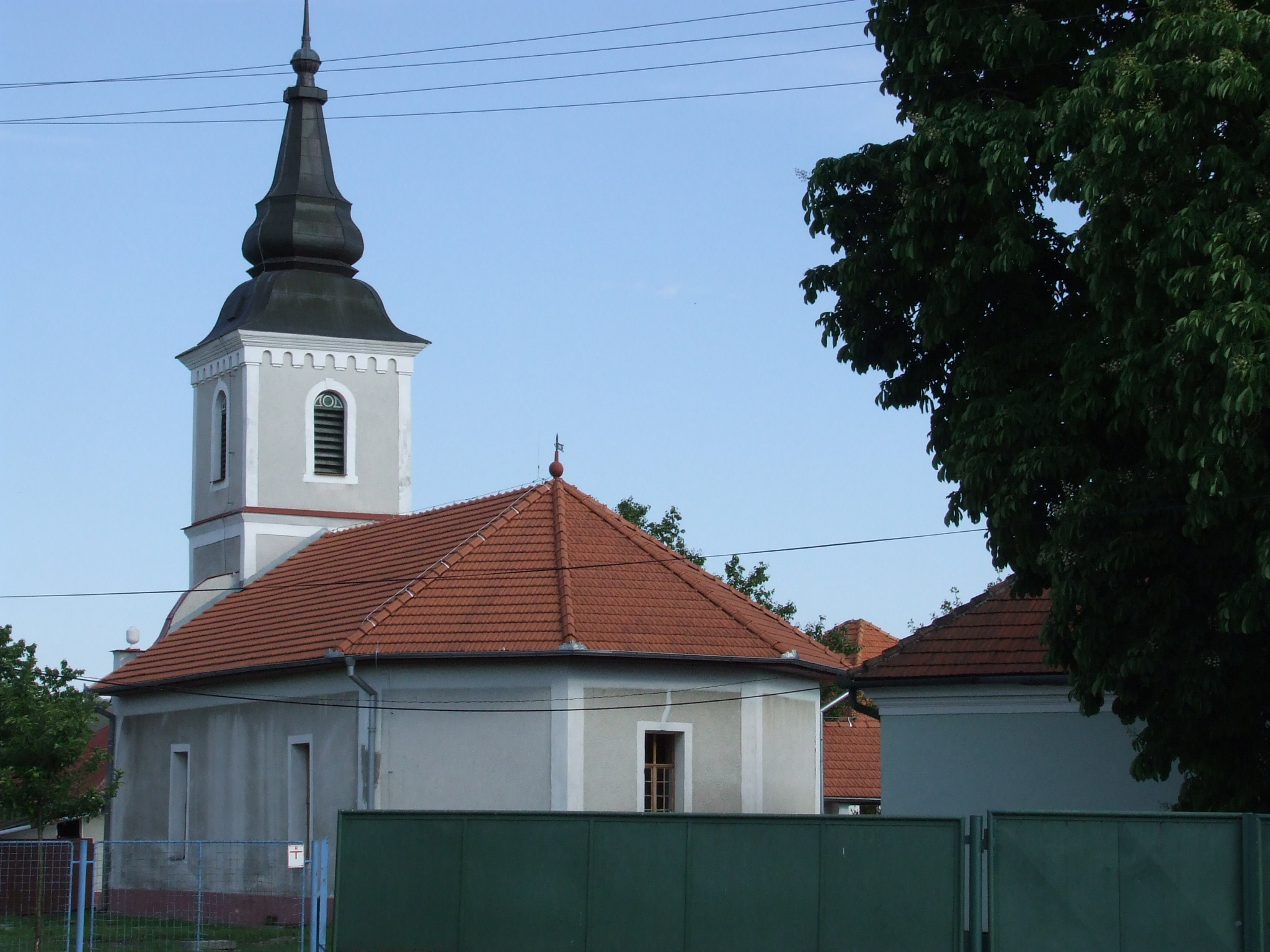
Kirche in Pozba

Pozba wurde zum ersten Mal 1245 als Pazuba schriftlich erwähnt und war Besitz der Gutsherren von Radava, im Jahr 1339 der Gutsherren von Baracska, weiter der Gutsherren von Füss (heute Trávnica), der Familie Aczell, Bencsik, Barlanghy und anderen. 1634 war das Dorf sowohl gegenüber den Türken als auch dem Kaiser tributpflichtig. 1534 gab es sieben Porta, 1601 standen 49 Häuser in Pozba, 1720 wohnten 11 Steuerzahler hier, 1828 zählte man 53 Häuser und 351 Einwohner, die als Landwirte beschäftigt waren.
Bis 1918/1919 gehörte der im Komitat Bars liegende Ort zum Königreich Ungarn und kam danach zur Tschechoslowakei beziehungsweise heute Slowakei. In der ersten tschechoslowakischen Republik arbeiteten die Einwohner im örtlichen Großgut. Auf Grund des Ersten Wiener Schiedsspruchs lag er 1938–1945 noch einmal in Ungarn.

## Bevölkerung
| Jahr                | 1994 | 2004    | 2014     | 2024    |
| ------------------- | ---- | ------- | -------- | ------- |
| Anzahl der Personen | 597  | 561     | 464      | 446     |
| Unterschied         |      | −6,03 % | −17,29 % | −3,87 % |

| Jahr                | 2023 | 2024 |
| ------------------- | ---- | ---- |
| Anzahl der Personen | 446  | 446  |
| Unterschied         |      | +0 % |

Nach der Volkszählung 2011 wohnten in Pozba 509 Einwohner, davon 379 Magyaren, 112 Slowaken, vier Tschechen und ein Deutscher. 13 Einwohner machten keine Angabe zur Ethnie.
338 Einwohner bekannten sich zur reformierten Kirche, 85 Einwohner zur römisch-katholischen Kirche, acht Einwohner zu den Zeugen Jehovas, fünf Einwohner zur Evangelischen Kirche A. B., drei Einwohner zur griechisch-katholischen Kirche, jeweils ein Einwohner zu den christlichen Gemeinden und zur apostolischen Kirche und ein Einwohner zu einer anderen Konfession. 42 Einwohner waren konfessionslos und bei 25 Einwohnern wurde die Konfession nicht ermittelt.

## Bauwerke und Denkmäler
- reformierte Toleranzkirche aus dem Jahr 1785